# Elisabeth Udolf-Strobl

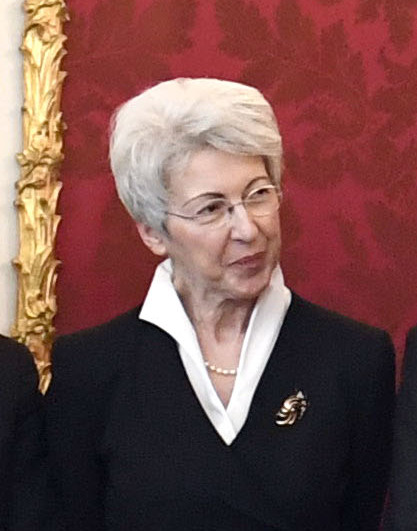
Elisabeth Udolf-Strobl (2019)

Elisabeth Udolf-Strobl (* 12. April 1956 in Wels, Oberösterreich) ist eine ehemalige eine österreichische Spitzenbeamtin. Vom 3. Juni 2019 bis zum 7. Jänner 2020 war sie Bundesministerin für Digitalisierung und Wirtschaftsstandort.

## Leben
Udolf-Strobl schloss ihr Dolmetsch-Studium 1983 an der Universität Wien (Mag. phil.) ab. Es folgte in den Jahren 1984 bis 1986 ein postgraduales Studium für internationale politische und wirtschaftliche Beziehungen an der Diplomatischen Akademie in Wien.
Sie trat 1986 in den Staatsdienst ein. Ab 1991 war sie im Kabinett des Wirtschaftsministers Wolfgang Schüssel (ÖVP) tätig, dem sie ins Außenministerium folgte. Ab 1996 war sie zurück im Wirtschaftsministerium als Kabinettschefin von Johann Farnleitner (ÖVP) tätig.
Sie war ab 1999 Sektionschefin. Ab 2002 war sie für die Verwaltung historischer Gebäude im Besitz der Republik Österreich zuständig. Derzeit wird diese Abteilung als Sektion V Kulturelles Erbe im Bundesministerium für Digitalisierung und Wirtschaftsstandort bezeichnet. Zu ihrem Aufgabenbereich zählten Erhalt und Verwaltung des kulturellen Erbes der Republik Österreich, insbesondere historischer Bauten und Denkmäler, darunter die Burghauptmannschaft, Tiergarten und Schloss Schönbrunn, die Innsbrucker Hofburg, die Marchfeldschlösser und das Hofmobiliendepot. Zu ihrem Auftrag gehörte die nachhaltige und werterhaltende Nutzung. Sie vertrat die Eigentümerinteressen des Bundes in den Gesellschaften Schloss Schönbrunn und Tiergarten Schönbrunn.
Ab Januar 2001 war Udolf-Strobl stimmführendes Mitglied im Präsidium der Österreich Werbung, ab 2018 gehörte sie als Vertreterin des Bundes dem Präsidium von Austrian Standards International an.

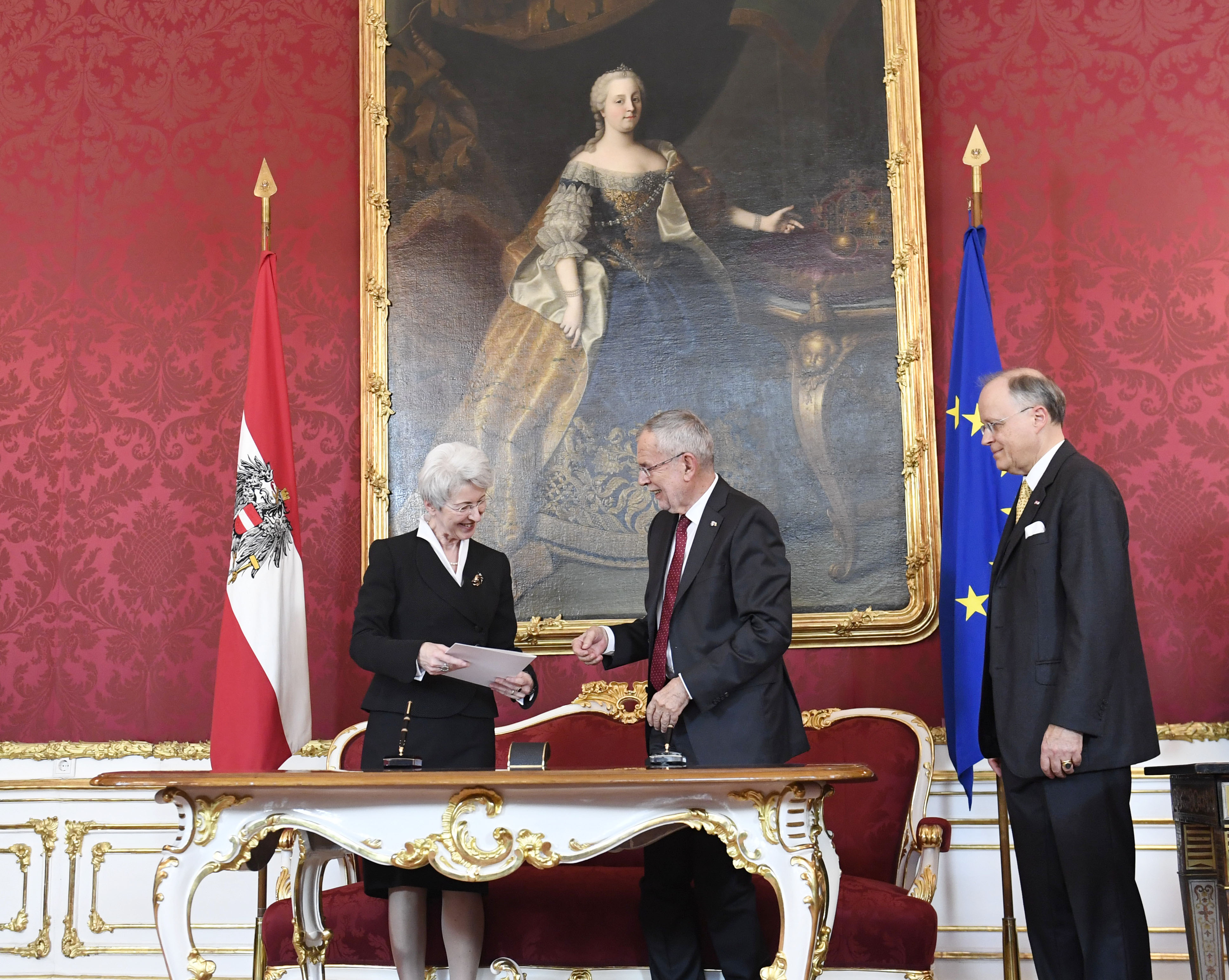
Elisabeth Udolf-Strobl bei der Angelobung mit Bundespräsident Alexander Van der Bellen (2019)

Am 3. Juni 2019 wurde sie zur Bundesministerin für Digitalisierung und Wirtschaftsstandort in der Bundesregierung Bierlein ernannt. Nach ihrer Tätigkeit als Ministerin kehrte sie im Jänner 2020 in ihre Funktion als Sektionschefin im Wirtschaftsministerium zurück. Im April 2021 trat sie in den Ruhestand.